# Karachi
Karachi (tiếng Urdu: کراچی; tiếng Sindh: ڪراچي; ALA-LC: Karācī, IPA: [kəˈrɑːˌtʃi] ⓘ) là thành phố đông dân nhất Pakistan, nội ô thành phố đông dân nhất và khu đô thị thành phố đông dân thứ 6 trên thế giới. Karachi đóng vai trò là thủ phủ của tỉnh Sindh. Được xem là một thành phố beta, thành phố là trung tâm công nghiệp và tài chính hàng đầu của Pakistan. Karachi là thành phố mang tính toàn cầu nhất Pakistan. Tọa lạc bên biển Ả Rập, Karachi đóng vai trò là điểm vận tải, và là nơi có hai hải cảng lớn nhất Pakistan, là cảng Karachi và cảng Bin Qasim, cũng như sân bay bận rộn nhất Pakistan.
Dù khu vực Karachi đã có người sống trong hàng thiên niên kỷ, thành phố chính nó được thành lập như một ngôi làng tên Kolachi năm 1729. Nơi này nhanh chóng trở nên quan trọng với sự xuất hiện của thực dân Anh, những người không chỉ biến Karachi thành một thành phố cảng lớn, mà còn kết nối nó với mạng lưới đường sắt rộng khắp. Vào thời điểm sự chia cắt Ấn Độ-Pakistan, đây là thành phố lớn nhất Sindh với dân số ước tính 400.000 người. Sau sự độc lập của Pakistan, dân số thành phố tăng chóng mặt với sự nhập cư của hàng trăm nghìn người tị nạn từ Ấn Độ. Kinh tế cũng theo đó mà phát triển, thu hút dân cư từ khắp Pakistan và Nam Á.
Karachi là một trong những thành phố thế tục và tự do về xã hội nhất Pakistan, và cũng là thành phố đa dạng nhất về ngôn ngữ, dân tộc, và tôn giáo của nước này. Với dân số ước tính từ 15 đến 23,5 triệu người ở vùng đại đô thị, Karachi là thành phố lớn nhất thế giới Hồi giáo, và chùm đô thị lớn thứ 10 thế giới. Karachi là một thành phố tăng trưởng nhanh, và có những cộng đồng đại diện cho gần như mọi dân tộc ở Pakistan. Karachi có hơn 2 triệu người nhập cư từ Bangladesh, 1 triệu người tị nạn Afghan, và 400.000 người Rohingya từ Myanmar.
Từng được biết đến như "Thành phố ánh sáng" vào thập niên 1960 và 1970 vì cuộc sống về đêm nhộn nhịp, những xung đột dân tộc, tôn giáo, và chính trị vào thập niên 1980 cùng sự tràn lan của vũ khí từ cuộc chiến tranh Liên Xô-Afghanistan đã gây nhiều biến động đến thành phố. Thành phố trở nên nổi tiếng vì tỉ lệ tội phạm bạo lực, nhưng số tội phạm được ghi nhận đã giảm nhanh chóng sau sự can thiệp của lực lượng Pakistan Rangers. Tỉ lệ giết người năm 2015 giảm 75% so với năm 2013, và tỉ lệ bắt cóc giảm 90%.